# دیوید مارفلا
دیوید مارفلا (انگلیسی: Davide Marfella؛ زادهٔ ۱۵ سپتامبر ۱۹۹۹) بازیکن فوتبال اهل ایتالیا است که برای باشگاه ناپولی بازی می‌کند.